# Rugby-Union-Südamerikameisterschaft 2007
Die Rugby-Union-Südamerikameisterschaft 2007 (spanisch Sudamericano de Rugby 2007) der Division A war die 29. Ausgabe der südamerikanischen Kontinentalmeisterschaft in der Sportart Rugby Union. Teilnehmer waren die Nationalmannschaften von Argentinien, Chile und Uruguay. Den Titel gewann zum 28. Mal Argentinien.
Im selben Jahr fand der Wettbewerb der Division B statt, der vier weitere Nationalteams aus Brasilien, Kolumbien, Peru und Venezuela umfasste. Diese Spiele wurden in der peruanischen Hauptstadt Lima ausgetragen.

## Division A

### Tabelle
Für einen Sieg gab es drei Punkte, für ein Unentschieden zwei Punkte, bei einer Niederlage einen Punkt.
|    | Land        | Spiele | Siege | Unent. | Ndlg. | Spiel- punkte | Diff. | Tabellen- punkte |
| -- | ----------- | ------ | ----- | ------ | ----- | ------------- | ----- | ---------------- |
| 1. | Argentinien | 1      | 1     | 0      | 0     | 79:8          | + 71  | 3                |
| 2. | Uruguay     | 1      | 1     | 0      | 0     | 35:34         | + 1   | 3                |
| 3. | Chile       | 2      | 0     | 0      | 2     | 42:114        | − 72  | 2                |

### Ergebnisse
| 25. August 2007 | Chile                                                                              | 34 : 35        | Uruguay                                                                              | Prince of Wales Country Club, Santiago de Chile Schiedsrichter: Leonardo Borghi (Argentinien) |
| 25. August 2007 | Versuche: Coda (2) Gurruchaga Maletic Erhöhungen: Berti (4) Straftritte: Berti (2) | (27:0) Bericht | Versuche: Arocena (2) Conti Protasi Erhöhungen: Caffera (3) Straftritte: Caffera (3) | Prince of Wales Country Club, Santiago de Chile Schiedsrichter: Leonardo Borghi (Argentinien) |

| 15. Dezember 2007 | Argentinien | 79 : 8           | Chile                                       | Estadio del Bicentenario, San Juan Schiedsrichter: Gustavo Gerbasi (Uruguay) |
| 15. Dezember 2007 | Versuche: Abadie Amelong Ascarate Campos del Busto González Amorosino Merello (4) Ponce (2) Urdapilleta Erhöhungen: Mieres Urdapilleta (4) | (43 : 3) Bericht | Versuche: Guzmán Cáceres Straftritte: Berti | Estadio del Bicentenario, San Juan Schiedsrichter: Gustavo Gerbasi (Uruguay) |

| 2007 | Uruguay | abgesagt | Argentinien |  |
| 2007 |         |          |             |  |

## Division B

### Tabelle
Für einen Sieg gab es drei Punkte, für ein Unentschieden zwei Punkte, bei einer Niederlage einen Punkt.
|    | Land      | Spiele | Siege | Unent. | Ndlg. | Spiel- punkte | Diff. | Tabellen- punkte |
| -- | --------- | ------ | ----- | ------ | ----- | ------------- | ----- | ---------------- |
| 1. | Brasilien | 3      | 3     | 0      | 0     | 116:25        | + 91  | 9                |
| 2. | Peru      | 3      | 2     | 0      | 1     | 51:41         | + 10  | 7                |
| 3. | Kolumbien | 3      | 1     | 0      | 2     | 45:68         | − 23  | 5                |
| 4. | Venezuela | 3      | 0     | 0      | 3     | 28:106        | − 78  | 3                |

### Ergebnisse
| 4. November 2007 | Brasilien | 24 : 12 | Peru | Club Cultural Deportivo, Lima |
| 4. November 2007 |           |         |      | Club Cultural Deportivo, Lima |

| 4. November 2007 | Kolumbien | 33 : 13 | Venezuela | Club Cultural Deportivo, Lima |
| 4. November 2007 |           |         |           | Club Cultural Deportivo, Lima |

| 7. November 2007 | Brasilien | 49 : 7 | Venezuela | Club Cultural Deportivo, Lima |
| 7. November 2007 |           |        |           | Club Cultural Deportivo, Lima |

| 7. November 2007 | Kolumbien | 9 : 13 | Peru | Club Cultural Deportivo, Lima |
| 7. November 2007 |           |        |      | Club Cultural Deportivo, Lima |

| 10. November 2007 | Brasilien | 43 : 3 | Kolumbien | Club Cultural Deportivo, Lima |
| 10. November 2007 |           |        |           | Club Cultural Deportivo, Lima |

| 10. November 2007 | Peru | 24 : 8 | Venezuela | Club Cultural Deportivo, Lima |
| 10. November 2007 |      |        |           | Club Cultural Deportivo, Lima |